# Gut Galkhausen

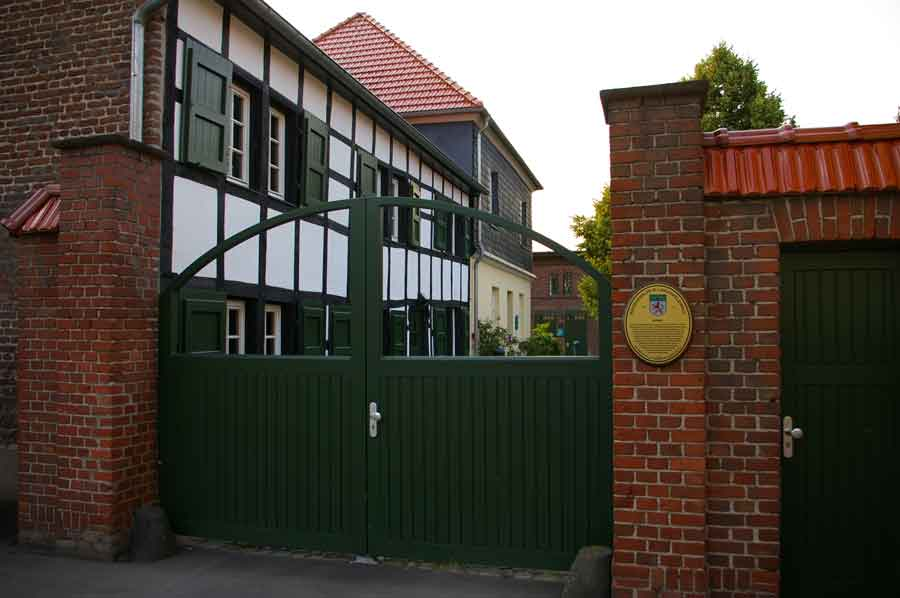
Gutshof Galkhausen

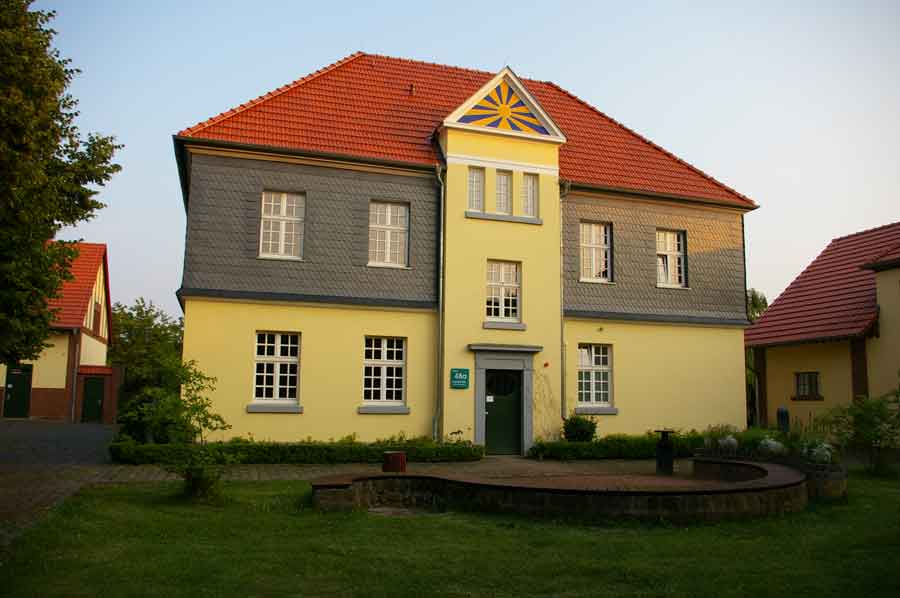
Haupthaus des Gutes Galkhausen, früher Adelssitz

Der Gutshof Galkhausen der Rheinische Kliniken Langenfeld liegt in Galkhausen und wurde im Jahre 2005 als Baudenkmal ausgezeichnet.

## Aus alter Zeit
Das Gut der heutigen Rheinischen Kliniken war ab 1897 das Bauterrain für die 6. Provinzial-Irren-Anstalt, wie das Krankenhaus einstmals genannt wurde. Das Gut bildet die Ortslage Galkhausen in Reusrath und stellt einen der ältesten Siedlungsplätze in Langenfeld dar. Die erste urkundliche Erwähnung des Gutes erfolgte 1347. Eine Erwähnung um 1440 in einer Urkunde des Klosters Altenberg erfolgt beiläufig im Zuge eines Grundstücksgeschäftes am Berenbroich. Um 1442 jedenfalls war der Hof im Besitz der Eheleute Soutmann, denn sie tauschten ihn unter anderem gegen 17,5 Morgen Ackerland in Neurath. Zu dieser Zeit wurde der Zustand des Hofes als „unbawig und wüst“ bezeichnet. 1466 gelangt der Hof durch Kauf an die Familie von Etzbach, 1829 dann an den Freiherrn Johann Wilhelm von Mirbach zu Harff. Im Jahre 1816 werden 13 Einwohner für das Landgut genannt.

## Aus neuer Zeit
Der Gutshof der Rheinischen Kliniken mit der ebenfalls unter Denkmalschutz stehenden Anstaltskirche wurde nach dem Bau des Krankenhauses von 1900 bis 1971 weiterhin landwirtschaftlich genutzt. In den Kriegs- und Nachkriegsjahren versorgte der Gutshof mit seinen Erträgen aus Viehhaltung und Gemüseanbau das Krankenhaus weitestgehend selbst. Nach der Schließung des Hofes wurde in den 1980er Jahren eine arbeitstherapeutische Nutzung des Hofgeländes zur Behandlung der Patienten betrieben und der Hof auf biologisch-dynamischen Gartenbau umgestellt (Einweihung: 3. Juni 1987). Eine Schafhaltung wurde schließlich im Jahre 2001 eingestellt. Nach umfassender Sanierung und Renovierung in den Jahren 2004–2005 dient das Gebäude nunmehr als modernes Therapiezentrum und beherbergt einige Servicebetriebe der Klinik sowie ein kleines Museum.